# Kostel svatého Rocha (Zámrsk)
Kostel svatého Rocha je dřevěná barokní svatyně ve slezské obci Zámrsku. Mohutná hranolová věž pochází ze 16. století, kdy stála při původním kostele.

## Historie
Dnešnímu svatostánku předcházel kostel na stejném místě, postavený ještě před reformací. Ten shořel počátkem 18. století, zachovala se pouze věž z první poloviny 16. století, konstrukčně velmi podobná stavbě věže v nepříliš vzdálených Gutech. Kostel v době reformace sloužil evangelíkům, avšak v roce 1654 jim byl odebrán, podobně jako mnoho jiných na Těšínsku.
Stavbu nového dřevěného kostela financoval hraběte Jindřich Bedřich Vlček. Nejprve byla opravena věž, v níž se konaly bohoslužby, než byl kostel postaven znova. Po dokončení v roce 1731 se stal jezuitským misijním kostelem, až do roku 1773, kdy byl přifařen pod Těšínskou, později Hažlašskou faru. V roce 1981 byla vytvořena samostatná Farnost při svatém Rochu v Zámrsku

## Architektura
Budova je sroubena z pečlivě otesaných hranolů, hlavní čtyřboká loď je zakončena trojbokým presbyteriem, na něž navazuje sakristie. Střecha je minimálně členěná, sedlová, krytá štípaným šindelem. Zvonice je čtyřboká, sloupové konstrukce s kosými stěnami. Zachoval se zbytek ochozu (soboty), avšak otevřené stěny byly v době rekonstrukce v 18. století sroubeny, aby se věřícím usnadnila účast na bohoslužbě i za nepříznivého počasí.